# Landsat 5

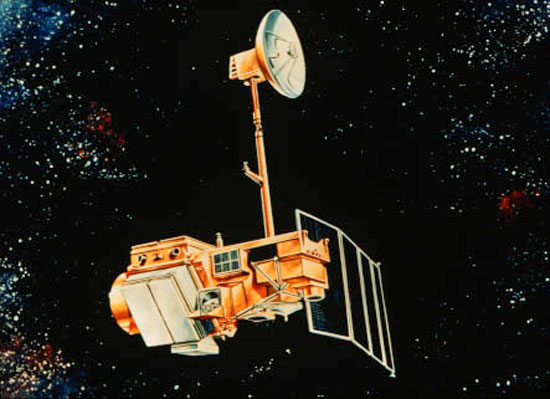
Landsat 5

Landsat 5 — супутник ДЗЗ, п'ятий за рахунком в рамках програми «Landsat». Запущено 1 березня 1984 року. У жовтні 2007 року експлуатація супутника була припинена на 4 місяці через вихід з ладу однієї з двох акумуляторних батарей. У березні 2008 з додатковими обмеженнями відновлена експлуатація супутника, час існування супутника на орбіті склав 24 роки.
Являє собою повну копію супутника Landsat 4, використовує такі ж інструменти Thematic Mapper (TM) і Multi-Spectral Scanner (MSS).
Висота орбіти 705 км, орбіта приполярна, сонячно-синхронна.
Нахил 98,2 градуси.
Огляд всієї поверхні планети займає 16 діб.
21 грудня 2012 було оголошено про намір виведення супутника з експлуатації. За час функціонування Landsat 5 кілька разів виходив з ладу, проте його роботу вдавалося відновлювати. Але в кінці грудня 2012 року на апараті сталася поломка одного з гіроскопів, яка не піддається ремонту. Всього на супутнику встановлено три гіроскопи і для функціонування потрібні два з них. З моменту запуску апарата пройшло 28 років, за які він зробив близько 150 тисяч витків навколо нашої планети і передав близько 2,5 мільйона фотографій. Landsat 5 поставив рекорд за часом активної експлуатації супутників які вивчали Землю (28 років).
10 лютого 2013 NASA оголосило про отримання проектом світового рекорду Гіннесса за найбільш тривалу місію супутникового спостереження землі (28 років, 10 місяців).